# Aulopiformes

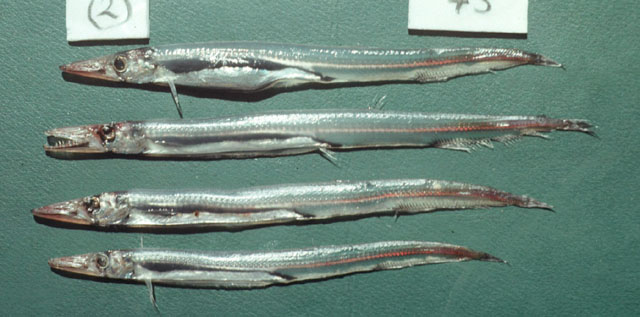
Lestrolepis japonica.

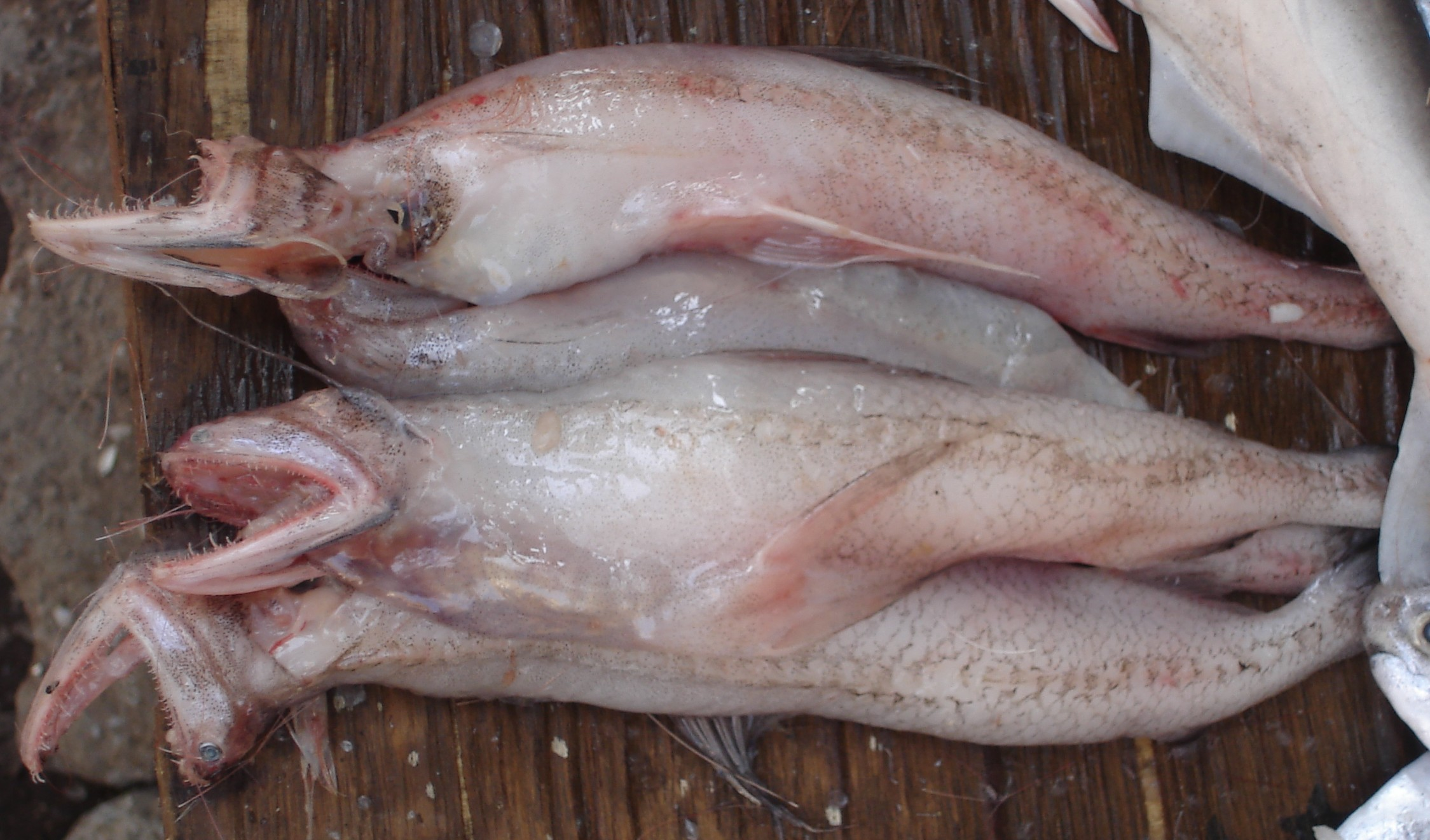
Harpadon nehereus, conegut com a "Bombay duck", peix molt apreciat a la gastronomia de la ciutat de Mumbai.

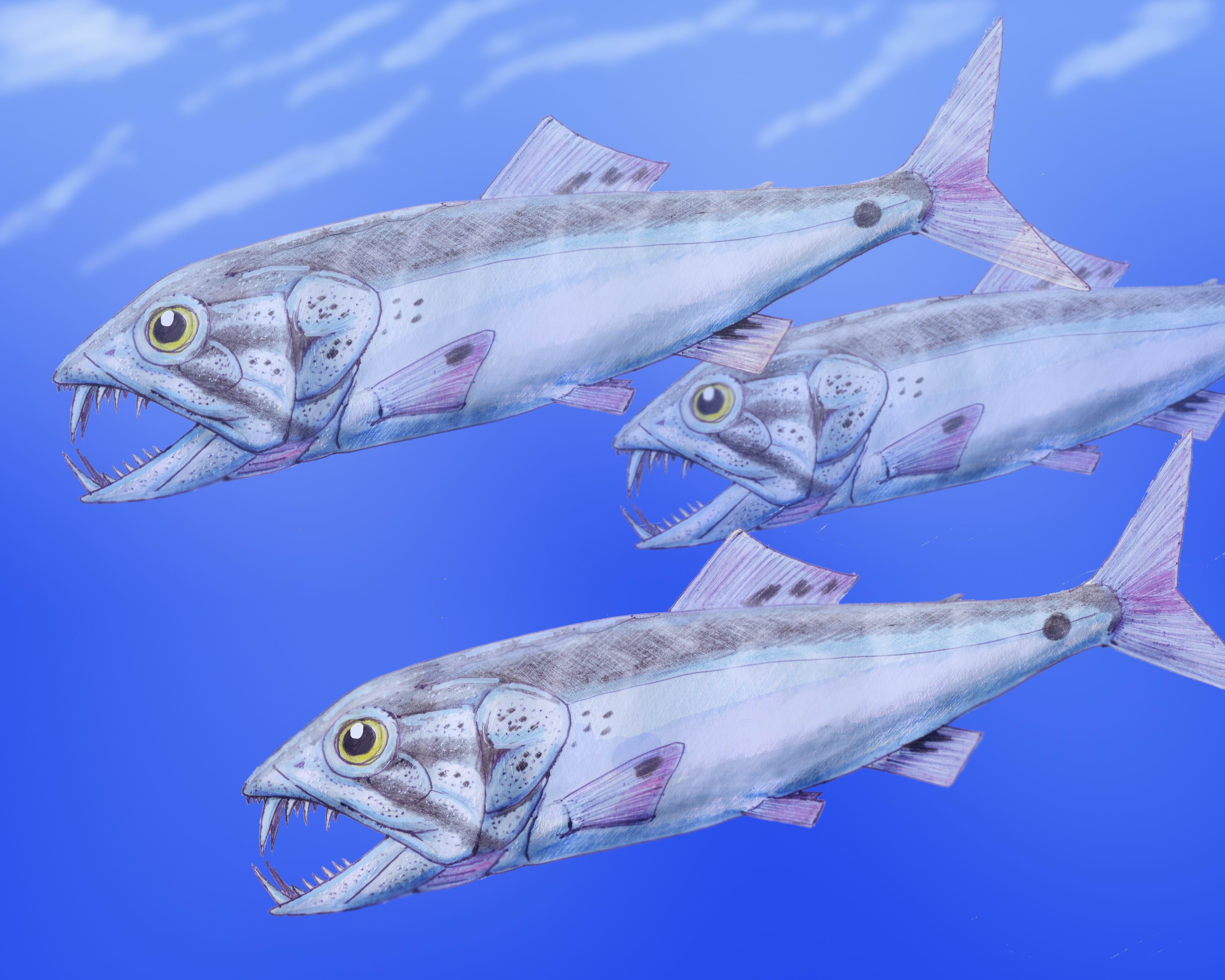
L'Aulopiforme fòssil Enchodus petrosus que vivia al Mar Niobrarà del Cretaci.

Els aulopiformes (Aulopiformes) són un ordre de peixos osteïctis, del superordre dels ciclosquamats, dins dels actinopterigis.

## Particularitats
Aquest ordre inclou peixos amb una barreja de característiques avançades i primitives, comparats amb altres peixos teleostis. Moltes espècies són hermafrodites. Les larves d'alguns aulopiformes tenen formes molt estranyes i no se semblen als peixos adults.

## Taxonomia
Segons ITIS :
- Subordre Alepisauroidei
  - Família Alepisauridae
  - Família Evermannellidae
  - Família Paralepididae
  - Família Scopelarchidae
- Subordre Chlorophthalmoidei
  - Família Chlorophthalmidae
  - Família Ipnopidae
  - Família Notosudidae
- Subordre Giganturoidei
  - Família Bathysauridae
  - Família Giganturidae
- Subordre Synodontoidei
  - Família Aulopidae
  - Família Paraulopidae
  - Família Pseudotrichonotidae
  - Família Synodontidae

## Aulopiformes fòssils
- Subordre Enchodontoidei